# Augusto Rodríguez
Carlos Augusto Rodríguez Ramos (Guayaquil, 30 de agosto de 1979) es un escritor, editor, investigador, periodista, poeta y catedrático ecuatoriano. El material literario de Rodríguez Ramos aparece en antologías a nivel nacional e internacional. Se le considera uno de los «promotores de la poesía en el mundo de habla hispana».

## Biografía
Nació en Guayaquil, Ecuador en 1979. Licenciado en Comunicación Social y magíster en Literatura Infantil y juvenil de la Universidad Técnica Particular de Loja. Durante su trayectoria como escritor ha publicado varios libros, poemarios, ensayos y novelas traducidos en varios idiomas, y publicados por diversas editoriales de Europa y América. Gran parte de este material literario se ha publicado en diversos medios de comunicación como diarios, periódicos y revistas en varios países de América del Sur, también en España. También ha trabajado como periodista y editor en la revista literaria El Quirófano.
Como académico ha sido catedrático, miembro y director del Centro de Investigación Literaria, Escritura y Lectura CILEL en la Universidad Politécnica Salesiana (UPS), y colabora para la Universidad Autónoma de Nuevo León. Además ha trabajado en «Literatura en movimiento», un proyecto literario que busca la estimulación de la lectura y escritura literaria y periodística. Su trayectoria como poeta y escritor le ha valido para ser invitado a diversos escenarios literarios como el Festival de Poesía de Guayaquil Ileana Espinel, el Festival Internacional de Poesía de Medellín, la Feria Internacional del Libro de Cuba, Festival Internacional de Poesía de Granada (Nicaragua), Feria Internacional del Libro de Lima, Feria Internacional del Libro de Venezuela, entre otros, donde ha expuesto sus poemas y libros.
Rodríguez es un gestor cultural que ha difundido la nueva literatura iberoamericana en América y Europa. Parte de esta divulgación ha sido posible por la participación activa de eventos literarios públicos y la innovación, conformación y fundación de Buseta de papel, grupo que promueve la cultura literaria.

## Obras literarias
Algunas de las obras de Augusto Rodríguez:
- Ausencia. Editorial Platero, 1999 - 97 p. ISBN 9562740870, ISBN 9789562740876
- Mientras ella mata mosquitos. Paradiso Editores. Quito, Ecuador, 20 de octubre de 2004 - 60 p. ISBN 978-9978-23-022-0, ISBN 9978-23-022-X
- La bestia que me habita. Universidad de Cuenca. Cuenca, Ecuador, 2005 - 48 p. ISBN 9978141111, ISBN 9789978141113
- Animales salvajes. Paradiso. Quito, Ecuador, 2005 - 50 p. ISBN 9978230262, ISBN 9789978230268
- Cantos contra un dinosaurio ebrio. Universidad de Cuenca. Cuenca, Ecuador, 15 de diciembre de 2007 - 47 p. ISBN 978-9978-14-135-9, ISBN 9978-14-135-9
- Los muertos siempre regresan. Ediciones Nacionales Unidas - Edinun. Quito, Ecuador, 12 de julio de 2012 - 160 p. ISBN 978-9978-48-295-7, ISBN 9978-48-295-4
- El Libro Rojo. Ediciones Universitarias Universidad Politécnica Salesiana. Quito, Ecuador, 12 de septiembre de 2014 - 138 p. ISBN 978-9978-10-184-1, ISBN 9978-10-184-5
- El lector inventado. Ediciones Universitarias Universidad Politécnica Salesiana. Quito, Ecuador, 13 de marzo del 2015 - 110 p. ISBN 978-9978-10-214-5, ISBN 9978-10-214-0
- El hombre que amaba los hospitales. Editorial Paraíso Perdido, 26 abr 2018 - 115 p. ISBN 6078512692, ISBN 9786078512690
- El libro prohibido de la Dinastía TANG. Universidad de Cuenca. Cuenca, Ecuador, 18 de diciembre de 2018 - 98 p. ISBN 978-9978-14-407-7, ISBN 9978-14-407-2
- El fin de la familia. Nana Vizcacha, 2019 - 67 p. ISBN 8494867237, ISBN 9788494867231
- Tenemos mucho que Contar. Editorial Abya-Yala. Quito, Ecuador, 31 de diciembre de 2019 - 120 p. ISBN 978-9978-10-362-3
- Terremoto. Buenos Aires Poetry. Buenos Aires, Argentina, 2019 - 64 p.[13]
- 2011: Del otro lado de la ventana
- 2010: Voy hacia mi cuerpo
- 2009: La gramática del deseo
- 2007: Matar a la bestia

## Premios y reconocimientos
Algunos de los premios y reconocimientos otorgados a Augusto Rodríguez:
- 2016: Finalista Premio Herralde.
- 2016: Concurso Nacional de Literatura - Lista de ganadores.
- 2012: Premio Pichincha de Poesía.
- 2011: Premio Joaquín Gallegos Lara.
- 2005: Premio Nacional Universitario de Poesía Efraín Jara Idrovo.
- 2005: Concurso Nacional de Poesía César Dávila Andrade.